# The Final Cut (filme de 1983)
The Final Cut é um filme da banda britânica de rock Pink Floyd, baseado no álbum homônimo.
O filme principal contém 19 minutos de duração e conta com quatro videoclipes em sequência contínua, dirigidos por Willie Christie, que era cunhado de Roger Waters. O ator Alex McAvoy, que interpretou o professor em Pink Floyd The Wall, tem um papel em Final Cut.
Waters aparece,como um paciente cantando a letra para o psicólogo durante Fletcher Memorial Home.

## Músicas
- The Gunner's Dream (introdução)
- The Final Cut
- Not Now John
- The Fletcher Memorial Home